# NN-95
La carretera NN‑95 es una vía colectora secundaria ubicada en el departamento de Chontales. Esta ruta permite la conexión entre varias comunidades rurales al noreste de Villa Sandino, y mejora el acceso al mercado y centros administrativos del municipio.

## Trazado y cruces
| km   | Localidad / Punto     | Departamento | Conexión / Ruta |
| ---- | --------------------- | ------------ | --------------- |
| 0,0  | San Pedro             | Chontales    | Camino rural    |
| 9,5  | Comunidad El Guapinol | Chontales    |                 |
| 21,6 | Villa Sandino         | Chontales    | NIC 71 , NN 94  |

## Coordenadas
Uno de los tramos de la NN‑95 puede ser encontrado en las coordenadas: 12°08′30″N 84°47′14″O / 12.1418, -84.7873